# Djurgårdens IF Fotboll 1990
Djurgårdens herrlag i fotboll tävlade under säsongen 1990 i Allsvenskan, Svenska cupen och Cupvinnarcupen.
Djurgården kom femma i Allsvenskan. Årets två stora höjdpunkter var den historiska största segern i Allsvenskan med 9–1 mot Hammarby samt cupguldet efter finalseger mot BK Häcken.

## Truppen

### A-laget
- Tränare:  Lennart Wass
- Assisterande tränare:  Tommy Forsgren

| Nat     | Spelare           | Position    | Född       | I DIF sedan | Kom från             | Moderklubb      |
| ------- | ----------------- | ----------- | ---------- | ----------- | -------------------- | --------------- |
| Sverige | Anders Almgren    | Målvakt     | 1968-12-27 | 1978        | Djurgårdens juniorer | Djurgårdens IF  |
| Sverige | Kjell Frisk       | Målvakt     | 1964-04-27 | 1990        | Åtvidabergs FF       | Åtvidabergs FF  |
| Sverige | Jan Andersson     | Försvarare  | 1965-05-07 | 1990        | IFK Västerås         | Västerås SK     |
| Sverige | Kenneth Bergqvist | Försvarare  | 1968-09-02 | 1988        | Djurgårdens juniorer | Spånga IS       |
| Sverige | Jonas Claesson    | Försvarare  | 1967-07-29 | 1988        | Spånga IS            | Nyköpings BIS   |
| Sverige | Niklas Karlström  | Försvarare  | 1966-12-13 | 1989        | GIF Sundsvall        | IFK Borgholm    |
| Sverige | Stephan Kullberg  | Försvarare  | 1959-01-10 | 1986        | IFK Göteborg         | Mönsterås GoIF  |
| Sverige | Lars Lundborg     | Försvarare  | 1963-09-28 | 1988        | Tyresö FF            | Djurgårdens IF  |
| Sverige | Leif Nilsson      | Försvarare  | 1963-07-10 | 1984        | Hudiksvalls ABK      | Hudiksvalls ABK |
| Sverige | Glenn Schiller    | Försvarare  | 1960-03-28 | 1986        | IFK Göteborg         | IFK Göteborg    |
| Sverige | Ken Burwall       | Mittfältare | 1966-03-27 | 1990        | Kalmar AIK           | Malå IF         |
| Sverige | Patrik Eklöf      | Mittfältare | 1969-05-01 | 1986        | Djurgårdens juniorer | Djurgårdens IF  |
| Sverige | Jens Fjellström   | Mittfältare | 1966-10-27 | 1988        | Gimonäs CK           | Gimonäs CK      |
| Sverige | Patrik Hagman     | Mittfältare | 1966-06-15 | 1989        | Spånga IS            | Spånga IS       |
| Sverige | Thomas Lundmark   | Mittfältare | 1963-06-28 | 1990        | IFK Eskilstuna       | Spårvägens GoIF |
| Sverige | Patrick Luxemburg | Mittfältare | 1972-07-17 | 1990        | Djurgårdens juniorer | Djurgårdens IF  |
| Sverige | Peter Mörk        | Mittfältare | 1969-01-27 | 1987        | Djurgårdens juniorer | Djurgårdens IF  |
| Sverige | Krister Nordin    | Mittfältare | 1968-02-25 | 1990        | Djurgårdens juniorer | Råsunda IS      |
| Sverige | Kefa Olsson       | Mittfältare | 1965-10-31 | 1989        | Rönninge SK          | Rönninge SK     |
| Sverige | Mikael Martinsson | Anfallare   | 1966-03-29 | 1989        | Vasalunds IF         | Vasalunds IF    |
| Sverige | Anders Nilsson    | Anfallare   | 1969-05-28 | 1989        | Films SK             | Films SK        |
| Sverige | Peter Skoog       | Anfallare   | 1965-02-11 | 1986        | Sundbybergs IK       | Skå IK          |

## Allsvenskan
Hemmaarena var Råsunda i Solna då Stockholms Stadion renoverades. Djurgården slutade femma i serien. Tabellrad: 22 9 6 7 37–23 (+14) 33 poäng
| Omgång | Datum               | Motståndare    | H/B | Resultat | Målskyttar | Varningar                            | Domare                                  | Publik | Arena          |
| ------ | ------------------- | -------------- | --- | -------- | --- | ------------------------------------ | --------------------------------------- | ------ | -------------- |
| 1      | Söndag 8 april      | Malmö FF       | B   | 0-0      | | Lundborg, Lundmark, Nordin, Schiller | Christer Drottz, Alingsås               | 5.106  | Malmö Stadion  |
| 2      | Måndag 16 april     | IFK Norrköping | H   | 0-2      | |                                      | Karl-Erik Davidsen, Braås               | 3.824  | Råsunda        |
| 3      | Söndag 22 april     | IFK Göteborg   | B   | 1-2      | Karlström 66' | Fjellström                           | Leif Sundell, Borlänge                  | 3.930  | Gamla Ullevi   |
| 4      | Söndag 29 april     | IK Brage       | H   | 1-1      | Skoog 92' (Schiller) | Skoog, L. Nilsson, Nordin            | Örjan Andersson, Köping                 | 1.754  | Råsunda        |
| 5      | Söndag 6 maj        | Hammarby IF    | B   | 0-3      | |                                      | Leif Sundell, Borlänge                  | 7.152  | Råsunda        |
| 6      | Söndag 13 maj       | Östers IF      | H   | 4-0      | Martinsson 45' (Skoog), Burwall 48' Martinsson 53', Skoog 82' |                                      | Lennart Sundqvist, Sundsvall (debutant) | 2.502  | Råsunda        |
| 7      | Onsdag 16 maj       | AIK FF         | B   | 0-1      | | Karlström                            | Lars Carlsson, Köping                   | 18.948 | Råsunda        |
| 8      | Söndag 20 maj       | GAIS           | H   | 2-1      | Karlström 10' (Fjellström), Nordin 64' (Martinsson) | Karlström, Lundmark                  | Håkan Lundgren, Umeå                    | 3.014  | Råsunda        |
| 9      | Söndag 22 juli      | Halmstads BK   | B   | 0-0      | |                                      | Christer Fällström, Hudiksvall          | 4.727  | Örjans Vall    |
| 10     | Torsdag 26 juli     | Örgryte IS     | H   | 7-1      | Karlström (2) 10' (Schiller), 86', Martinsson 25' (Schiller), Skoog 43' (Martinsson), Lundmark 52', Skoog 80' (Karlström), Burwall 90' (Fjellström)                                                              |                                      | Per-Olof Ståhl, Norrköping              | 1.504  | Råsunda        |
| 11     | Torsdag 2 augusti   | Örebro SK      | B   | 1-0      | Lundmark 71' (Martinsson) |                                      | Lennart Sundqvist, Sundsvall            | 4.461  | Eyravallen     |
| 12     | Söndag 5 augusti    | Halmstads BK   | H   | 2-0      | Karlström 7' (Schiller), Burwall 65' (Burwall) |                                      | Anders Frisk, Mölndal                   | 2.122  | Råsunda        |
| 13     | Måndag 13 augusti   | Hammarby IF    | H   | 9-1      | Martinsson (2) 28' (Skoog), 32', Fjellström (2) 40' (Schiller), 67' (Skoog), Lundmark (2) 52' (Martinsson), 75' (Schiller), Självmål (Bo Laurenius) 1' (Schiller), Karlström 48' (Lundmark), Skoog 78' (Burwall) | L. Nilsson                           | Håkan Lundgren, Umeå                    | 8.768  | Råsunda        |
| 14     | Torsdag 16 augusti  | Östers IF      | B   | 1-3      | Skoog 58' (Fjellström) | Martinsson                           | Lennart Elofsson, Halmstad              | 3.875  | Värendsvallen  |
| 15     | Söndag 19 augusti   | GAIS           | B   | 0-0      | | Fjellström, L. Nilsson               | Leif Sundell, Borlänge                  | 3.746  | Gamla Ullevi   |
| 16     | Måndag 27 augusti   | AIK FF         | H   | 2-1      | Självmål (Leif Olsson) 43' (Krister Nordin), Martinsson 50' |                                      | Bo Helén, Uppsala                       | 13.412 | Råsunda        |
| 17     | Söndag 2 september  | IFK Göteborg   | H   | 2-0      | Nordin 52', Skoog 87' |                                      | Germund Nilsson, Oxelösund              | 3.437  | Råsunda        |
| 18     | Söndag 9 september  | IK Brage       | B   | 0-0      | | Nordin                               | Bo Persson, Gävle                       | 3.855  | Domnarvsvallen |
| 19     | Söndag 16 september | Örebro SK      | H   | 0-2      | |                                      | Per-Olof Ståhl, Norrköping              | 3.106  | Råsunda        |
| 20     | Lördag 22 september | Örgryte IS     | B   | 1-0      | Karlström 62' (Fjellström) |                                      | Håkan Lundgren, Umeå                    | 0.837  | Gamla Ullevi   |
| 21     | Lördag 29 september | IFK Norrköping | B   | 2-3      | Burwall 4' (Bergqvist), Nilsson 69' (Karlström) | Kullberg, Bergqvist                  | Anders Frisk, Mölndal                   | 4.018  | Idrottsparken  |
| 22     | Söndag 7 oktober    | Malmö FF       | H   | 2-2      | Skoog 38' (Lundmark), Karlström 82' (straff) |                                      | Leif Sundell, Borlänge                  | 2.106  | Råsunda        |

## Svenska cupen

### Säsongen 1989/90
| Omgång      | Datum                   | Motståndare     | H/B | Resultat           | TV   | Målskyttar                                                                                                | Publik | Arena/Ort |
| ----------- | ----------------------- | --------------- | --- | ------------------ | ---- | --- | ------ | --------- |
| Omgång 6    | Torsdag 10 augusti 1989 | Spånga IS       | B   | 7–0                | Nej  | Karlström (2), Galloway, Skoog, Lundborg, L. Nilsson, Martinsson                                          | 1 000  | Spånga    |
| Omgång 7    | Onsdag 23 augusti 1989  | IFK Luleå       | B   | 2–2, Straffar: 4–1 | Nej  | Schiller, Myrthil. Straffmål: Kullberg, Nordin, Karlström, Olsson                                         | 864    | Luleå     |
| Kvartsfinal | Torsdag 19 april 1990   | Helsingborgs IF | B   | 3-2                | Nej  | Mörk, Martinsson, Skoog                                                                                   | 3 421  | Olympia   |
| Semifinal   | Torsdag 3 maj 1990      | IFK Göteborg    | B   | 2–2, Straffar: 5–4 | Nej  | Martinsson 25', Nordin 59'. Straffmål: 3-2 Nordin, 4-3 Karlström, 5-4 Schiller, 6-5 Burwall, 7-6 Kullberg | 1 172  | Göteborg  |
| Final       | Tisdag 22 maj 1990      | BK Häcken       | H   | 3-0                | SVT1 | Martinsson (2) 42', 74', Nordin 56'                                                                       | 3 357  | Råsunda   |

### Säsongen 1990/91
| Omgång   | Datum                   | Motståndare | H/B | Resultat  | Målskyttar                                                | Publik | Arena/Ort |
| -------- | ----------------------- | ----------- | --- | --------- | --------------------------------------------------------- | ------ | --------- |
| Omgång 4 | Söndag 29 juli 1990     | Alnö IF     | B   | 2–1 e.fl. | Skoog (2)                                                 | 700    | Släda IP  |
| Omgång 5 | Torsdag 9 augusti 1990  | Gimo IF     | B   | 8–0       | Fjellström (2), Nordin (2), Skoog, Lundmark, Olsson, Mörk | 1 130  | Gimo      |
| Omgång 6 | Torsdag 30 augusti 1990 | BK Zeros    | B   | 1–2       | Karlström                                                 | 1 200  | Motala    |

## Cupvinnarcupen
| Omgång        | Datum               | Motstånd       | H/B | Resultat | Målskyttar     | Domare          | Publik | Arena            |
| ------------- | ------------------- | -------------- | --- | -------- | -------------- | --------------- | ------ | ---------------- |
| Omgång 1, 1:2 | Onsdag 19 september | Fram Reykjavik | B   | 0-3      |                | Wilfred Wallace | 637    | Laugardalsvöllur |
| Omgång 1, 2:2 | Onsdag 3 oktober    | Fram Reykjavik | H   | 1-1      | Martinsson 83' | Eero Aho        | 956    | Råsunda          |

## Statistik

### Allsvenskan
| Spelare           | Matcher | Mål | Assist | Poäng | Varningar |
| ----------------- | ------- | --- | ------ | ----- | --------- |
| Peter Skoog       | 22      | 8   | 3      | 11    | 1         |
| Niklas Karlström  | 22      | 8   | 2      | 10    | 2         |
| Mikael Martinsson | 22      | 6   | 4      | 10    | 1         |
| Glenn Schiller    | 22      | 0   | 7      | 7     | 1         |
| Thomas Lundmark   | 21      | 4   | 2      | 6     | 2         |
| Ken Burvall       | 22      | 4   | 2      | 6     | 0         |
| Jens Fjellström   | 20      | 2   | 4      | 6     | 2         |
| Krister Nordin    | 18      | 2   | 1      | 3     | 3         |
| Självmål          |         | 2   |        | 2     |           |
| Kenneth Bergqvist | 5       | 0   | 0      | 1     | 1         |
| Stephan Kullberg  | 22      | 0   | 0      | 0     | 1         |
| Leif Nilsson      | 20      | 0   | 0      | 0     | 3         |
| Anders Almgren    | 19      | 0   | 0      | 0     | 0         |
| Jan Andersson     | 12      | 0   | 0      | 0     | 0         |
| Peter Mörk        | 7       | 0   | 0      | 0     | 0         |
| Anders Nilsson    | 7       | 0   | 0      | 0     | 0         |
| Lars Lundborg     | 5       | 0   | 0      | 0     | 1         |
| Kjell Frisk       | 3       | 0   | 0      | 0     | 0         |
| Patrik Eklöf      | 2       | 0   | 0      | 0     | 0         |
| Jonas Claesson    | 1       | 0   | 0      | 0     | 0         |

## Övergångar

### Spelare in
Efter Allsvenskan 1989 och inför/under säsongen 1990:
| Namn            | Från           | Position    |
| --------------- | -------------- | ----------- |
| Kjell Frisk     | Åtvidabergs FF | Målvakt     |
| Jan Andersson   | IFK Västerås   | Försvarare  |
| Ken Burvall     | Kalmar AIK     | Mittfältare |
| Thomas Lundmark | IFK Eskilstuna | Mittfältare |
| Krister Nordin  | Råsunda IS     | Mittfältare |

### Spelare ut
Efter Allsvenskan 1989 och inför/under säsongen 1990:
| Namn              | Till            | Position    |
| ----------------- | --------------- | ----------- |
| Steve Galloway    | Umeå FC         | Anfallare   |
| Glenn Myrthil     | Spårvägens GoIF | Mittfältare |
| Thomas Johansson  | Spårvägens GoIF | Anfallare   |
| Thomas Pettersson | Tyresö FF       |             |
| Magnus Hultén     | Bromstens IK    | Målvakt     |